# Алексей Игонин
Алексей Андреевич Игонин е бивш руски футболист, опорен халф. В началото на кариерата си е бил централен защитник. Игонин е бивш капитан на отборите на „Сатурн“ (Раменское) и Зенит. Има 2 мача за руския национален отбор.

## Клубна кариера
Игонин е юноша на „Турбосторител“, Ленинград. През 1995 се присъединява към „Зенит“. До 1999 играе и за дублиращата формация на тима. От 2001 до 2003 е и капитан. През 2003 Владислав Радимов го измества от титулярното място и Игонин преминава в „Черноморец“, Одеса. Там престоява само 1 сезон.
От 2004 играе за Сатурн Раменское, а от 2007 е и капитан на отбора. През 2011 остава свободен агент, тъй като ФК „Сатурн“ се разпада. През 2011 подписва с Динамо Брянск, но на 11 март 2011 отива в Анжи.